# Clermont-en-Argonne

Clermont-en-Argonne este o comună în departamentul Meuse din nord-estul Franței. În 2010 avea o populație de 1.567 de locuitori.

## Evoluția populației
| An        | 1975  | 1982  | 1990  | 1999  | 2006  | 2010  |
| --------- | ----- | ----- | ----- | ----- | ----- | ----- |
| Populație | 1.605 | 1.778 | 1.794 | 1.767 | 1.636 | 1.567 |